# سيدني ستريكلاند تولى
سيدني ستريكلاند تولى هي رسامة كندية، ولدت في 10 مارس 1860 في تورونتو في كندا، وتوفي بنفس المكان في 18 يوليو 1911.